# Passow & Co.

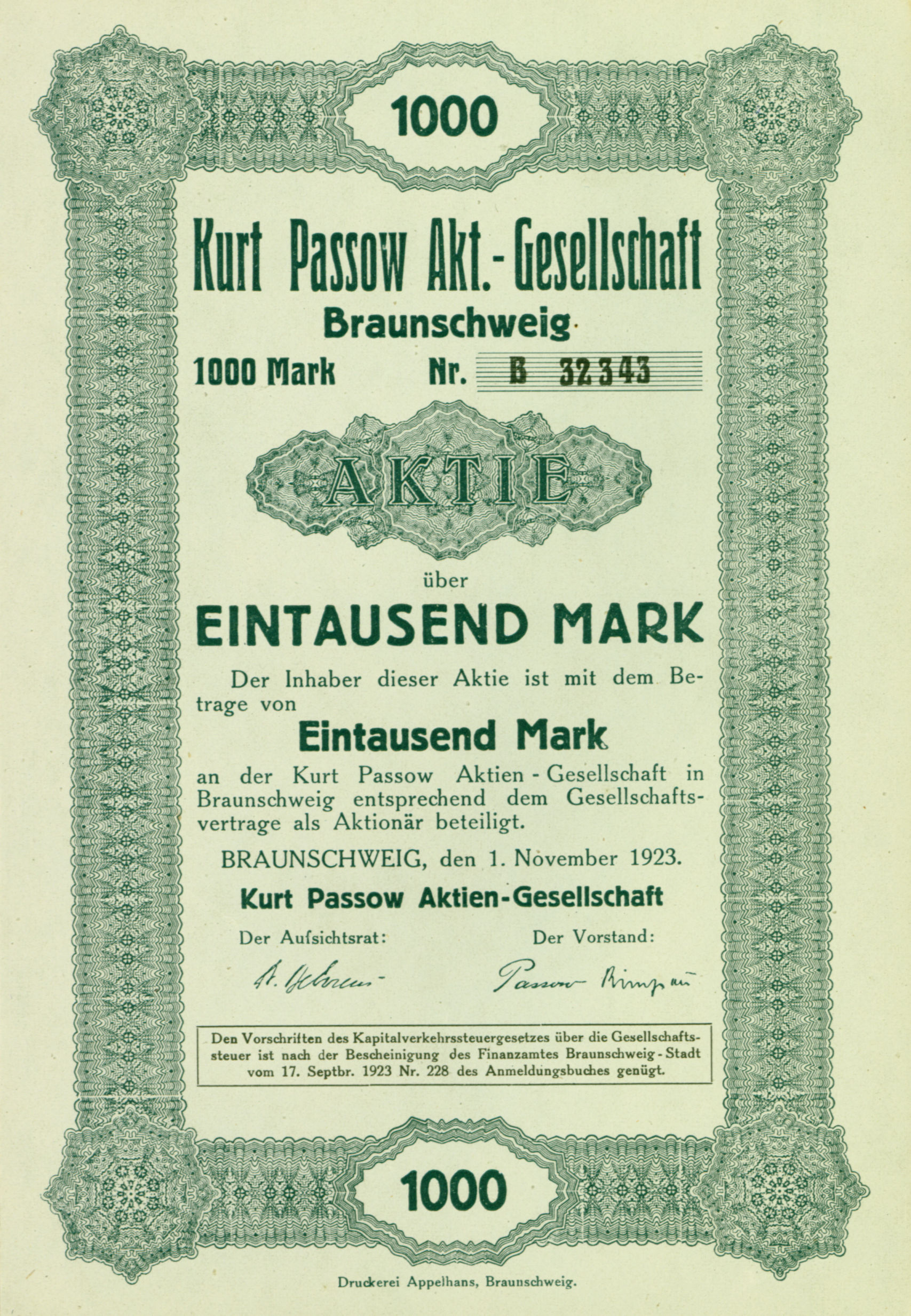
Aktie der Kurt Passow AG von 1923

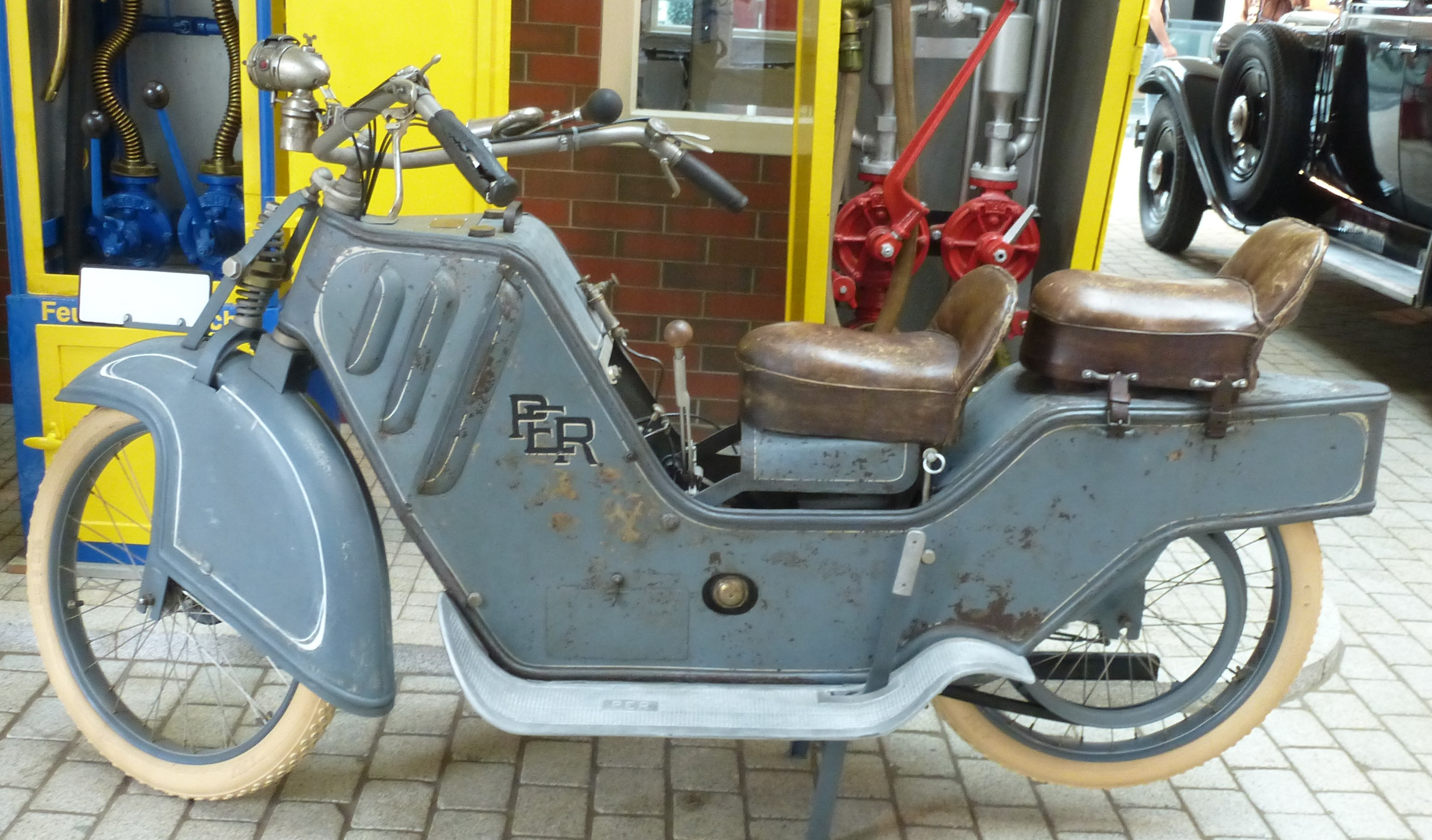
Per von 1925

Passow & Co. war ein deutscher Hersteller von Motorrädern. Vorhergehende Firmierungen waren Per Kraftfahrzeugbau Kurt Passow AG und Kraftfahrzeug Verkaufs GmbH. Davon abweichend ist eine Aktie der Firma Kurt Passow AG aus Braunschweig vom 1. November 1923 bekannt.

## Unternehmensgeschichte
Kurt Passow hatte bereits von 1922 bis 1923 in Berlin in seiner Pawa GmbH Motorräder hergestellt und als Pawa vermarktet. Der Absatz blieb gering.
Danach gründete er ein neues Unternehmen in Klein Stöckheim (Landkreis Braunschweig). Er entwickelte das Modell weiter und begann 1924 mit der Produktion. Der Markenname lautete Per. 1926 endete die Produktion. Eine Quelle bestätigt den Produktionszeitraum, während eine andere Quelle 1923 bis 1925 angibt. Nach anderen Angaben machte Passow bereits 1923 in Braunschweig Versuche. Ab 1924 war Friemann & Wolf aus Zwickau beteiligt und sicherte die Produktion, da Braunschweig in Bezug auf Produktion und Vertrieb nicht ideal war. 1925 wurde dann Passow & Co. in Zwickau gegründet. Die letzten Fahrzeuge wurden 1926 gefertigt.

## Motorräder
Ungewöhnlich war das Stahlblechfahrgestell. Der Motor war verkleidet und somit vor Schäden und Schmutz geschützt. Allerdings gab es dadurch thermische Probleme. Es war laut einer Quelle ein Zweitaktmotor mit 308 cm³ Hubraum. Eine andere Quelle nennt einen Einzylinder-Zweitaktmotor mit 349 cm³ Hubraum, 3,5 PS Dauerleistung und 8 PS Höchstleistung. Damit waren 80 km/h Höchstgeschwindigkeit möglich. Das Motorrad wog 115 kg. Eine weitere Quelle schreibt, dass der Motor zunächst 308 cm³ Hubraum hatte und nach der Markteinführung auf 342 cm³ Hubraum vergrößert wurde.
Ein erhaltenes Fahrzeug ist im August Horch Museum in Zwickau ausgestellt.